# Caragana versicolor
Caragana versicolor är en ärtväxtart som beskrevs av George Bentham. Caragana versicolor ingår i släktet karaganer, och familjen ärtväxter. Inga underarter finns listade i Catalogue of Life.